# Dasz Bolagh
Dasz Bolagh – wieś w Iranie, w ostanie Azerbejdżan Zachodni, w szahrestanie Takab. W 2006 roku liczyła 415 mieszkańców.